# Thinouia obliqua
Thinouia obliqua är en kinesträdsväxtart som beskrevs av Ludwig Radlkofer. Thinouia obliqua ingår i släktet Thinouia och familjen kinesträdsväxter. Inga underarter finns listade i Catalogue of Life.